# Oliarus pallidiola
Oliarus pallidiola är en insektsart som beskrevs av Matsumura 1910. Oliarus pallidiola ingår i släktet Oliarus och familjen kilstritar.
Artens utbredningsområde är Tunisien. Inga underarter finns listade i Catalogue of Life.